# Rozpęczanie

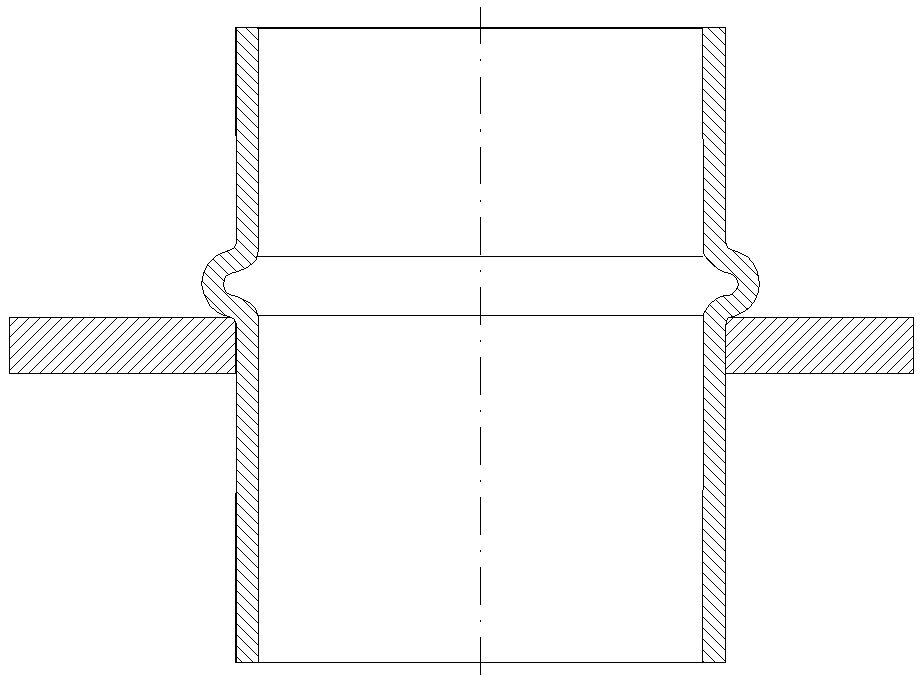
Sposób osadzenia rozpęczanej tulei w otworze

Rozpęczanie – czasem nazywane jest roztłaczaniem. Jest to rodzaj obróbki plastycznej najczęściej rury lub tulei polegający na miejscowym zwiększeniu przekroju poprzecznego przez roztłaczanie w kierunku promieniowym na zewnątrz. Rozpęczanie wykonywane jest za pomocą (alfabetycznie):
- Kształtowania wybuchowego
- Kształtowanie podciśnieniowego
- Kucia
- Tłoczenia
- Tłoczenia hydraulicznego
- Tłoczenia pneumatycznego
- Wygniatania gumą
- Wyoblania
  - rolką do wyoblania
  - wyoblakiem ręcznym